# Oligopygidae
De Oligopygidae zijn een familie van uitgestorven zee-egels (Echinoidea) uit de orde Clypeasteroida.

## Geslachten
- Haimea Michelin, 1851 †
- Oligopygus de Loriol, 1887 †